# Klebham
Klebham ist ein Gemeindeteil der Gemeinde Fridolfing im oberbayerischen Landkreis Traunstein. Der Weiler liegt circa einen Kilometer westlich von Fridolfing.

## Baudenkmäler
- Lourdesgrotte, erbaut 1893

## Söhne des Ortes
- Simon Spannbrucker (1848–1914), katholischer Geistlicher